# ماي لورنا أوبراين
ماي لورنا أوبراين (بالإنجليزية: May Lorna O'Brien)‏ هي كاتبة للأطفال وكاتِبة أسترالية، ولدت في 20 مايو 1932 في ضاحية لافيرتون في أستراليا.